# Lara Croft and the Temple of Osiris
Lara Croft and the Temple of Osiris (littéralement Lara Croft et le Temple d'Osiris) est un jeu vidéo d'action-aventure développé par Crystal Dynamics et édité par Square Enix Europe sorti le 9 décembre 2014 sur PlayStation 4, Nintendo Switch, Xbox One et Windows. Le jeu sort également le 15 juillet 2020 sur Google Stadia.
Le jeu est un spin-off de la saga Tomb Raider, il s'agit du deuxième épisode de la série Lara Croft.

## Système de jeu
Le jeu inclut un mode coopération permettant de jouer jusqu'à quatre joueurs en même temps. Comme pour son prédécesseur, le jeu adopte une vue en 3D isométrique.

## Développement
Le jeu est officiellement annoncé à l'E3 2014. Françoise Cadol double la voix française de Lara Croft. C'est le dernier jeu dans lequel Françoise Cadol double Lara Croft.